# Gyergyótölgyes község
Gyergyótölgyes község (románul: Comuna Tulgheș) község Hargita megyében, Romániában. Központja Gyergyótölgyes, beosztott falvai Hágótő, Péntekpataka, Récefalva.

## Népessége
A 2011-es népszámlálás adatai alapján a község népessége 3279 fő volt.